# Federația de Fotbal a Zanzibar
Federația de Fotbal a Zanzibar (Format:Sw) este forul ce guvernează fotbalul în Zanzibar, Africa. Zanzibar este membru asociat al CAF. După ce au fost respinși de cei de la FIFA în 2005, Zanzibar a fost exclus și din CAF, dar după mult lobby au fost primiți ca membru asociat. Asta înseamnă că echipele de club pot participa la competițiile organizate de CAF, dar echipa națională nu.